# 殊勲飛行十字章

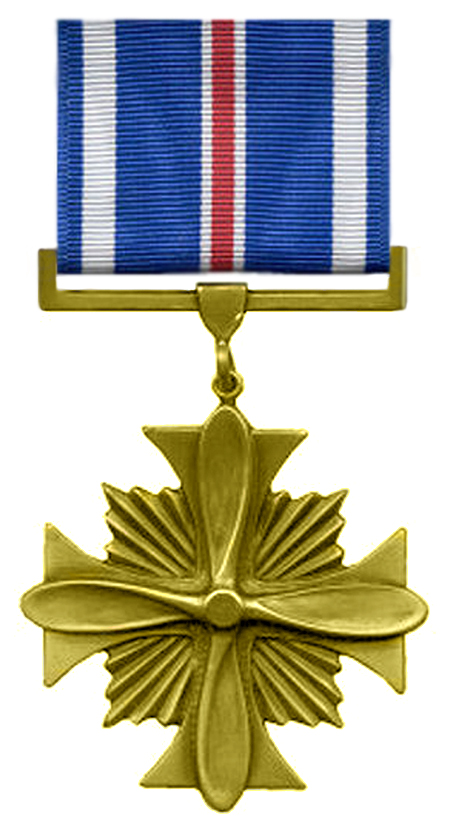
殊勲飛行十字章。

殊勲飛行十字章（しゅくんひこうじゅうじしょう、英: Distinguished Flying Cross）は、アメリカ合衆国の勲章。

## 制度
1926年7月2日、第69議会（公法第446号）で制定され、「1918年11月以降に航空活動において英雄的行為、もしくは格別の功績があった者」に対して与えられる。五軍の将兵のほか、友好国の軍人にも授与される。
戦功章の一つでレジオン・オブ・メリットの下位、ソルジャーズメダル（陸軍）、ネイビー・アンド・マリーンコー・メダル（海軍、海兵隊）、エアマンズメダル（空軍）、コーストガードメダル（沿岸警備隊）の上位に位置する。
最初の受賞者は、1926年12月から1927年5月まで行われた南米への親善飛行、パン・アメリカン・フライトに参加したパン・アメリカン・フライヤーズの10名のパイロットであった。10人中2人は1927年2月26日にブエノスアイレスに着陸する際の空中衝突によって殉職していため、死後追贈となった。この時メダルはまだ制定されていなかったため、彼らは証明書だけを受け取った。メダルが制定されたのは1927年6月11日ワシントンD.C.における大西洋単独無着陸飛行に成功したチャールズ・リンドバーグの帰国レセプションの席上においてである。メダルはリンドバーグの功績を讃えるため、カルヴィン・クーリッジ大統領によって急遽準備されたものだった。

## 受章者
- ハーバート・A・ダーグ少佐、アイラ・C・エーカー大尉、ミュア・S・フェアチャイルド大尉、エニス・C・ホワイトヘッド中尉ら陸軍航空隊の10人のパイロット（パン・アメリカン・フライヤーズ）
- チャールズ・リンドバーグ
- リチャード・E・バード中佐。海軍からの受章第一号。1926年5月9日、航空機による初の北極点到達を成し遂げた。
- ロバート・S・クリンクスケールズ中佐（ガートルードC機長）
- ケネス・ステットソン中尉（タナカターマイト機長）
- クロード・E・ヘンジンガー少佐（フライングスタッド機長）
- ヘンリー・アーノルド（米空軍元帥）
- ミルバーン・アプト（英語版）大尉。1956年9月27日、X-2でマッハ3に到達したが直後の事故で殉職。